# Airin Sultana

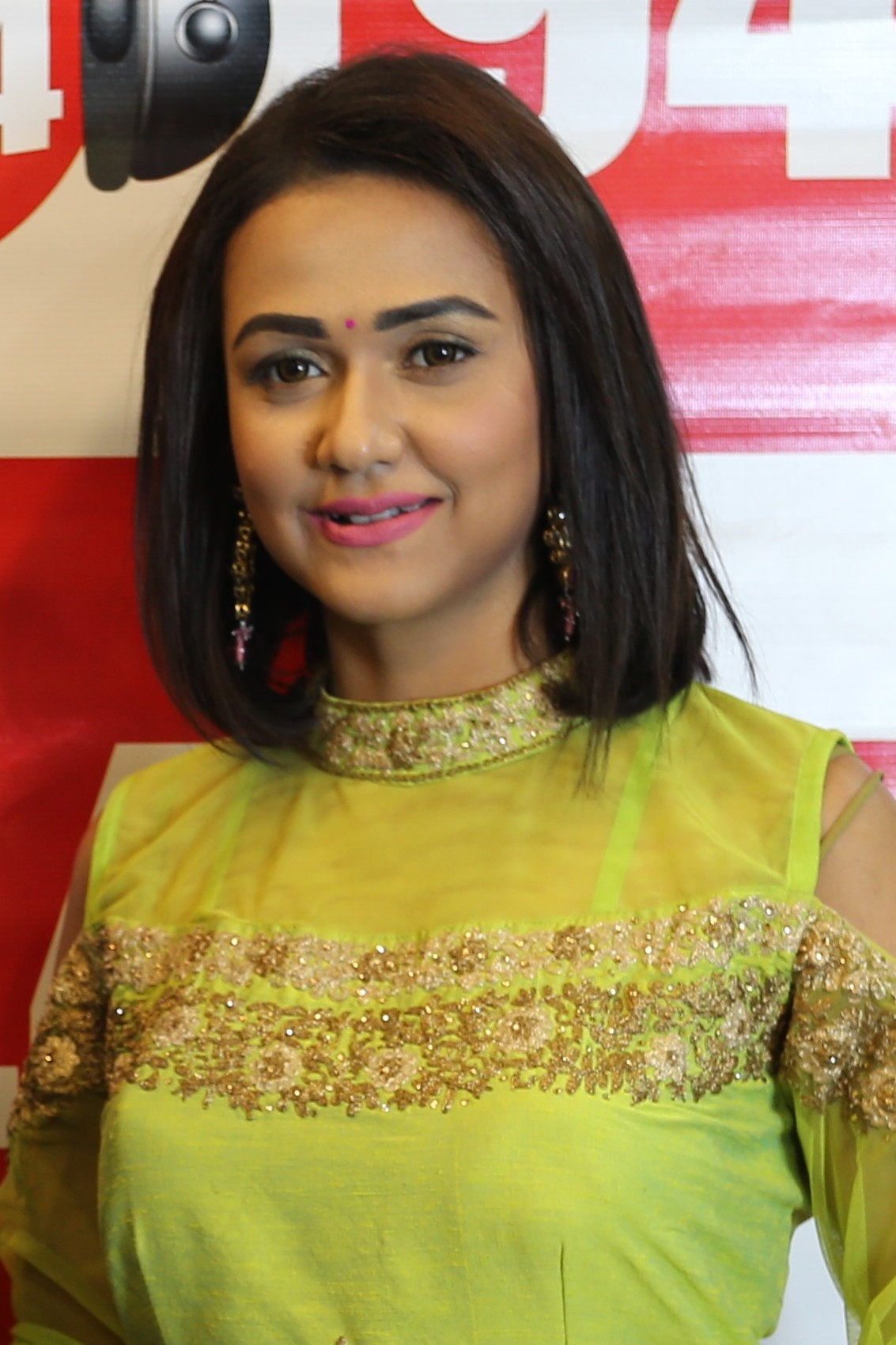
Airin Sultana bei Jago FM 2019

Airin Sultana (Bengali আইরিন সুলতানা, geboren am 4. September 1988 in Jessore) ist eine bangladeschische Schauspielerin, die ihre Karriere als Model begann.

## Leben
Airin Sultana war als Model bekannt, bevor sie in ihrem ersten Film Bhalobasha Zindabad  (dt. „Lang lebe die Liebe“) die Hauptrolle der Megha übernahm. Sie war bei über 300 Modeschauen aufgetreten und häufig für die Werbung fotografiert worden. Zum Zeitpunkt der Veröffentlichung dieses Filmes war sie bereits für weitere Rollen unter Vertrag. Während sie zunächst in nationalen Filmen auftrat, drehte sie 2019 den Film Shuvoratri (dt. Gute Nacht) in Indien, bei dem Raj Aditya Bandopadhyay Regie führte.

## Filme
- 2017: Death of a poet
- 2017: Shesh Kotha
- 2015: Bhalobasha, Prem Noy
- 2013: Bhalobasha Zindabad